# Cicindela hybrida
Espèce
Cicindela hybrida, la cicindèle hybride, est une espèce d'insectes coléoptères de la famille des Carabidae.

## Taxinomie
Plusieurs sous-espèces sont reconnues :
- Cicindela hybrida sahlbergi Fisher, 1823
- Cicindela hybrida koshantschikovi Lutsnik, 1924
- Cicindela hybrida przewalskii Roeschke, 1891
- Cicindela hybrida rumelica Apfelbeck, 1904
- Cicindela hybrida lagunensis Gautier, 1872
- Cicindela hybrida iberica Mandl, 1935
- Cicindela hybrida lusitanica Mandl, 1935
- Cicindela hybrida tokatensis Motschulsky, 1859
- Cicindela hybrida transdanubialis Csiki, 1946
- Cicindela hybrida subriparia Mandl, 1935
- Cicindela hybrida pseudoriparia Mandl, 1935
- Cicindela hybrida riparioides Korell, 1965
- Cicindela hybrida transversalis Dejean, 1822
- Cicindela hybrida albanica Apfelbeck, 1909
- Cicindela hybrida monticola Menetries, 1832
- Cicindela hybrida silvaticoides W. Horn, 1937

## Distribution
On la trouve entre avril et octobre dans les zones sablonneuses d'Europe (France, Belgique, Norvège, Suède et Finlande) jusqu'en Sibérie.

## Description
Elle mesure de 11 à 16 mm de long.
Elles sont présentes d'avril à octobre.

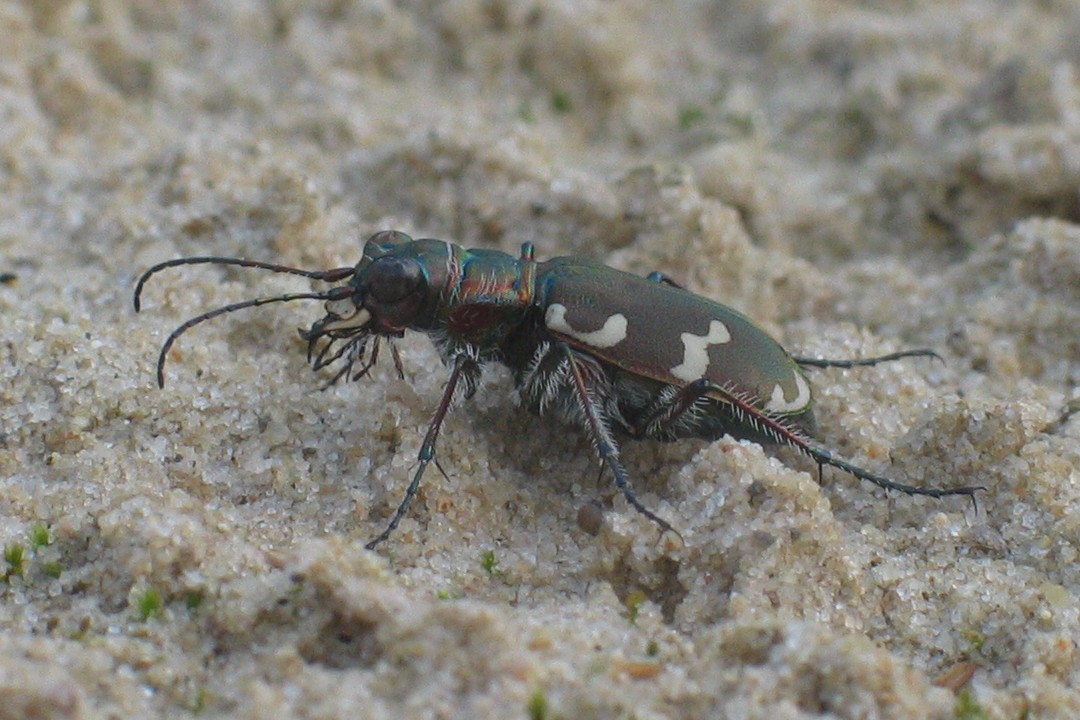

Les imagos et les larves se nourrissent d'insectes.